# Anopheles ludlowae
Anopheles ludlowae este o specie de țânțari din genul Anopheles. A fost descrisă pentru prima dată de Theobald în anul 1903. Conform Catalogue of Life specia Anopheles ludlowae nu are subspecii cunoscute.